# Khanat Avar
XIIIe siècle – 1864
Entités précédentes :
- Royaume de Sarir

Entités suivantes :
- Empire russe

Le Khanat Avar, (Avar: Avar Nutsallhi; Russe: Аварское ханство), également connu sous le nom de Khundzia ou Avaria, était un État qui contrôlait les parties montagneuses du Daghestan  du début du 13e siècle au 19e siècle.

## Histoire
Entre le 5e et le 12e siècle, le christianisme orthodoxe géorgien a été introduit dans les vallées d’Avar. La chute du royaume chrétien de Sarir au début du 12e siècle et l’affaiblissement ultérieur des Géorgiens voisins par les invasions mongoles, qui ont fait leur première apparition dans le Caucase avec environ 20 000 guerriers dirigés par Subutai et Jebe, ont mis fin à la présence géorgienne chrétienne dans cette région. En fait, de nombreuses traces de christianisme (croix, chapelles) se trouvent sur le territoire des Avars et on suppose maintenant que le christianisme, pénétrant de Géorgie, a survécu parmi les Avars jusqu’aux 14e-15e siècles.
Après avoir ravagé la Géorgie, les Mongols traversent les montagnes du Caucase pendant l’hiver pour contourner le col de Derbent. Bien que les Avars aient promis leur soutien à Muhammad II du Khwarezm (règne 1200-1220) dans sa lutte contre les Mongols, il n’y a aucune documentation pour l’invasion mongole des terres Avar. Comme les indices historiques sont si rares, il est probablement inutile de spéculer si les Avars étaient les agents de l’influence mongole dans le Caucase et s’ils ont été chargés de percevoir un tribut pour le khan, comme le suggère l’historien moderne Murad Magomedov. [réf. nécessaire]
La Horde d’Or a envahi la région en 1241, mais au 14e siècle, le Khanat d’Avar nouvellement établi a réussi à maintenir son indépendance des Mongols. La montée du Shamkhalate de Kazi-Kumukh à la suite de la désintégration de la Horde d’Or au 15e siècle a été à la fois un symptôme et une cause de la diminution de l’influence des khans au cours des 15e et 16e siècles. Le khanat était un État vaguement structuré, parfois contraint de chercher la protection du tsar contre ses puissants ennemis, tandis que de nombreuses communautés montagneuses (djamaats) obtenaient un degré considérable d’autonomie par rapport au khan.
Au 16e siècle, la région était le centre d’une lutte féroce pour le contrôle par les Ottomans et les Safavides. Sous l’influence turque, au 17e siècle, la majorité des tribus Avar ont adopté l’islam. La consolidation de l’islam en Avaristan au 18e siècle a entraîné une série de guerres de religion contre les États géorgiens, ces incursions sporadiques sont également connues sous le nom de Lekianoba dans l’historiographie géorgienne. Les références à ces raids apparaissent dans la poésie épique des Avars; les noms des dirigeants qui mènent les attaques les plus dévastatrices, Umma-Khan, Nursal-Bek et Mallachi, sont mentionnés dans les sources géorgiennes,.
Au 18e siècle, l’affaiblissement constant des Shamkhals a favorisé les ambitions des khans Avar, dont le plus grand coup d’État a été la défaite de l’armée de 100 000 hommes de Nader Shah en septembre 1741 lors de sa conquête du Daghestan. À la suite de ce succès, les souverains Avar ont réussi à étendre leur territoire aux dépens des communautés libres du Daghestan et de la Tchétchénie. Le règne d’Umma-Khan (de 1775 à 1801) a marqué le zénith de l’ascendance Avar dans le Caucase. Les potentats qui ont rendu hommage à Umma-Khan comprenaient les dirigeants de Shaki, Quba et Shirvan. [réf. nécessaire]
Deux ans après la mort d’Umma-Khan, le khanat s’est volontairement soumis à l’autorité russe. Pourtant, l’administration russe a déçu et aigri les montagnards épris de liberté. L’institution d’une lourde fiscalité, associée à l’expropriation des domaines et à la construction de forteresses, a électrisé la population avar pour qu’elle s’élève sous l’égide de l’imamat musulman, dirigé par Ghazi Mohammed (1828-32), Gamzat-bek (1832-34) et Imam Shamil (1834-59). Cette guerre caucasienne a fait rage jusqu’en 1864, lorsque le khanat d’Avar a été aboli et que le district d’Avar a été institué à la place.
En 1864, le khanat d’Avar a été annexé à la Russie.